# Antonio Maria Valsalva
Pour les articles homonymes, voir Valsalva.
Antonio Maria Valsalva (né le 17 janvier 1666 à Imola, dans l'actuelle province de Bologne en Émilie-Romagne - mort le 2 février 1723  à Bologne) était un médecin anatomiste italien de la fin du XVIIe et du début du XVIIIe siècle.

## Biographie
Après des études de médecine à l'université de Bologne, Antonio Maria Valsalva devint docteur en médecine en 1687. Il concentra alors ses recherches sur l'anatomie de l'oreille. Il inventa le terme de « trompe d'Eustache » et décrivit les sinus aortiques de Valsalva dans ses travaux publiés de manière posthume en 1740. Son nom reste associé à l'antre de Valsalva de l'oreille, à la manœuvre de Valsalva (technique d'équilibrage de la pression de l'oreille très utilisée en plongée), aux muscles de Valsalva et aux taeniae Valsalvae.

## Contexte historique
Valsalva vécut à l'époque baroque et fut le contemporain de grands hommes tels Isaac Newton, Bach et Molière, qui ridiculisait le corps médical dans son œuvre.
Valsalva reçut une éducation humaniste axée sur les mathématiques et les sciences naturelles. Après des études d'arts, il se lança dans la médecine et la philosophie à l'université de Bologne. Son maître fut Marcello Malpighi, considéré comme l'inventeur de l'anatomie microscopique. Valsalva fut diplômé de la faculté de médecine en 1687. En 1705, il fut nommé professeur d'anatomie à Bologne et fut plus tard élu président de l'Académie des Sciences. Valsalva fut plus tard le maitre de Giovanni Battista Morgagni qui édita les œuvres complètes de son maître ainsi que sa biographie en 1740.
En 1709, Valsalva épousa Elena Lisi. Sa santé se dégrada, il perdit peu à peu le sens de l'odorat et nota les symptômes prodromiques (appelés dyslalie) de la maladie qui causa sa mort par une crise d'apoplexie en 1723.
Valsalva fut enseveli à l'église San Giovanni à Bologne. La famille Valsalva légua à l'Institut des Sciences une importante collection de spécimens anatomiques séchés qui ont vraisemblablement inspiré le travail de l'école de céroplastie de Bologne et de ses artistes comme Ercole Lelli et la famille Manzolini. Cette nouvelle collection anatomique comporte des modèles de cœur et des poumons qui sont aujourd'hui exposés au Musée d'Anatomie de Bologne.
Valsalva est connu pour avoir été un chirurgien doué doublé d'un excellent clinicien, un anatomiste méticuleux avec une haute intégrité scientifique ainsi qu'une personne d'une grande bonté d'âme. Morgagni écrivit de lui : « il n'existe personne en ces temps qui lui soit supérieur et très peu sont ses égaux. ».

## Travaux scientifiques

Opera, 1741

Valsalva étudia et enseigna dans les domaines des sciences, de la chirurgie, de l'anatomie, de la physiologie et de la psychiatrie. Très jeune, il avait procédé avec succès à l'ablation d'un rein sur un chien. Il s'opposa à la cautérisation comme traitement des plaies et recommanda un traitement plus humaniste des patients souffrant de troubles mentaux. Il porta principalement son intérêt sur l'oreille moyenne et interne, les muscles de l'oreille externe et les muscles pharyngés.
Valsalva baptisa la trompe d'Eustache en l'honneur de Bartolomeo Eustachi et décrivit ses fonctions ainsi que celles de ses muscles. Il démontra la connexion entre les cellules mastoïdes et la cavité tympanique et prit de nombreuses observations sur le fonctionnement physiologique et pathologique de l'oreille. Del aure umana, publié en 1704 contient une description de la manœuvre de Valsalva ainsi qu'une méthode d'évaluation de la perméabilité du conduit auditif.